# Schmalspurbahn Reșița–Bocsa–Ocna de Fier
| Die Dampflokomotive Nr. 4 Hungaria wurde 1873 mit einem Ochsenkarren zur Weltausstellung in Wien transportiert. |         |              |              |
| Streckenlänge:                                                                                                  | 31,3 km |              |              |
| Spurweite: | 948 mm  |              |              |
| |         |              |              |
| \| \| 0 \| Reșița \| Reșița \| \| \| \| Bocșa \| \| \| \| 31,3 \| Ocna de Fier \| Ocna de Fier \|               |         |              |              |
| Kopfbahnhof Streckenanfang (Strecke außer Betrieb)                                                              | 0       | Reșița       | Reșița       |
| Bahnhof (Strecke außer Betrieb)                                                                                 |         | Bocșa        | Bocșa        |
| Kopfbahnhof Streckenende (Strecke außer Betrieb)                                                                | 31,3    | Ocna de Fier | Ocna de Fier |

Die Schmalspurbahn Reșița–Bocșa–Ocna de Fier (deutsch Reschitz–Bokschan–Eisenstein) war eine 31,3 km lange Schmalspurbahn von Reșița über Bocșa nach Ocna de Fier.

## Geschichte
Die 31,3 km lange Strecke wurde am 3. September 1873 in Betrieb genommen, um Eisenerz zu transportieren. Sie hatte mit 948 mm die gleiche Spurweite wie die 1871 in Betrieb genommene Schmalspurbahn Reșița–Secu.

## Lokomotiven
Die Dampflokomotiven Nr. 3 Bogsan und Nr. 4 Hungaria wurden nach dem Vorbild der aus Wien importierten Dampflokomotive Nr. 1 Szekul der Bauart StEG 52 in Reșița gebaut.
Die Lokomotive Hungaria wurde ab dem 11. April 1873 auf der Weltausstellung in Wien ausgestellt. Dazu wurde sie mit einem Ochsenkarren bis Oravița gezogen und anschließend mit der Eisenbahn bis Baziaș transportiert, von wo aus sie auf der Donau bis Wien verschifft wurde. Die Lokomotiven Bogsan und Hungaria wurden 1936–37 verschrottet.